# Jens Wilken Hornemann
Jens Wilken Hornemann (ur. 6 marca 1770 w Marstal, zm. 30 lipca 1841) – duński botanik i mykolog, profesor botaniki na Uniwersytecie w Kopenhadze, dyrektor Ogrodu Botanicznego w Kopenhadze, jeden z twórców atlasu botanicznego Flora Danica.
Zbierał i opisywał rośliny ówczesnego Królestwa Duńskiego (obecnie Dania, Norwegia i Szlezwik-Holsztyn). Opisane i nazwane przez niego rośliny oznaczane są skrótem Hornem.